# Bàn Than
Bãi Bàn Than (tiếng Anh: Ban Than Reef hoặc Zhongzhou Reef, tiếng Trung: 中洲礁; bính âm: Zhōngzhōu jiāo; Hán-Việt: Trung Châu tiêu) là một rạn san hô với một cồn cát nhỏ không có người ở thuộc cụm Nam Yết của quần đảo Trường Sa. Bàn Than nằm giữa đảo Ba Bình và đảo Sơn Ca, cách bờ gần nhất của đảo Ba Bình khoảng 4,6 km về phía đông.
Bãi Bàn Than là đối tượng, thực thể địa lý tranh chấp giữa Việt Nam, Đài Loan, Philippines và Trung Quốc.
Đài Loan đơn phương tuyên bố kiểm soát rạn san hô này từ tháng 3 năm 1995. Theo nước này thì từ năm 2000 cho đến nay, lực lượng tuần tra và bảo vệ bờ biển Đài Loan (Cục Tuần phòng Bờ biển) đã thay thế quân đội để tiếp tục kiểm soát Bàn Than.  Nước này đã xây dựng một số cấu trúc tạm thời trên thực thể này vào năm 1995 và 2004 cũng như một số quan chức của họ đã đổ bộ lên bãi cát này vào năm 2003 và 2012. Tuy nhiên theo Lâu Năm Góc, gần đây không có tiền đồn hay bất cứ công trình nhân tạo nào có thể quan sát được bằng vệ tinh trên bãi Bàn Than. Theo các nguồn địa phương thì binh lính của Đài Loan lẫn Việt Nam thường xuyên đặt các vật thể lên trên bãi để làm bia tập bắn.

## Đặc điểm

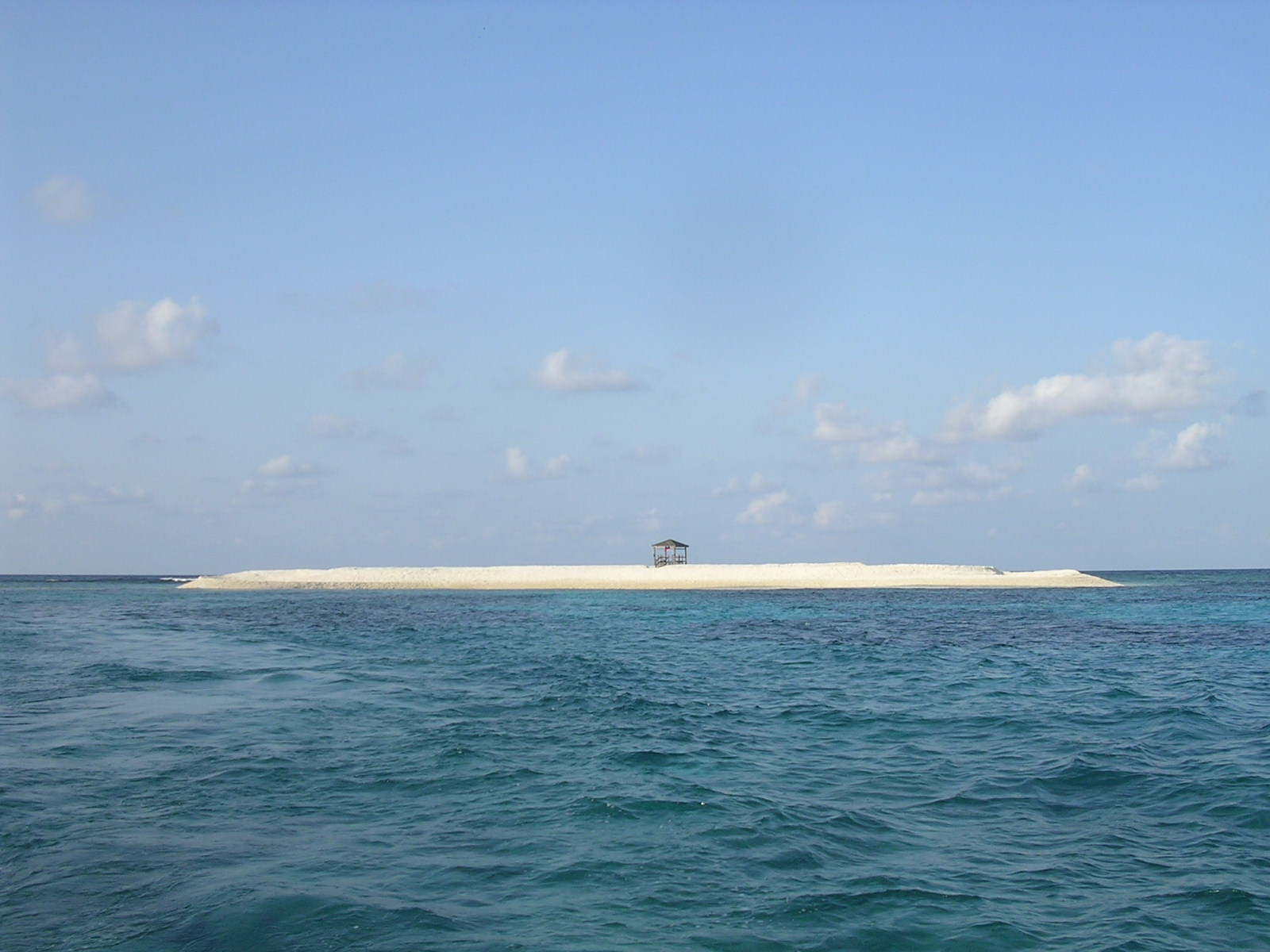
Bãi Bàn Than nhìn từ xa. Một chòi tạm được phía Đài Loan dựng lên trên bãi này.

Lúc bình thường, phần nổi của bãi có diện tích 0,2 ha nhưng khi thủy triều xuống thì diện tích mở rộng thành 0,6 ha.